# Provsti
Et provsti er en administrativ gruppering af sogne, der sammen med andre provstier udgør et stift.
Provsten er præsternes direkte foresatte for så vidt angår de gejstlige sager. I administrative anliggender er provsten mellemled mellem biskoppen på den ene side og provstiets præster og menighedsråd på den anden.

## Provstier i Folkekirken
Se også Kategori:Provstier i Folkekirken.
Et provsti ledes af en provst i samarbejde med et folkevalgt provstiudvalg. Provstiudvalget består af provsten og et antal lægmedlemmer, der er valgt af provstiets menighedsråd. Provstiudvalget er altså delvist, indirekte folkevalgt. Provstiudvalget fører tilsyn med menighedsrådene i økonomiske og administrative anliggender.
En af provstiudvalgets vigtigste opgaver er at godkende menighedsrådenes budgetter og ud fra dem fordele den kirkeskat, der opkræves i kommunen mellem de forskellige sogne. Heraf følger også, at provstiudvalget i mange tilfælde bliver den myndighed, som må foretage prioritering af større anlægsarbejder ved de forskellige kirker og præstegårde inden for provstiet eller kommunen.

### Kommunalreformen
I forbindelse med Strukturreformen i 2007 blev provstigrænserne ændret. Det blev tilstræbt at skabe sammenfald mellem provstigrænser og kommunegrænser, hvor dette var muligt. Der er dog fortsat kommuner, der er så store, at de rummer flere provstier, men det er her hensigten at etablere ét fælles provstiudvalg med ansvar for budget og regnskab. Enkelte kommuner er dog også efter reformen så små, at nogle provstier fortsat omfatter to eller flere kommuner. 
Der er i alt 103 provstier i den danske folkekirke pr. 2021. Et provsti omfatter typisk ca. 20 sogne, men antallet svinger meget fra provsti til provsti. 

#### Undtagelser
Enkelte sogne er delt mellem to kommuner. Sådanne sogne vil typisk være delt mellem to provstier. Et eksempel på sådan et sogn er Blovstrød sogn. Folkekirkemedlemmer i sådanne sogne betaler den kirkeskat, der er pålignet af prostiudvalget i bopælskommunen.